# حصاد الزمن (مسلسل)
حصاد الزمن هو مسلسل سعودي تراجيدي من تأليف محمود اللبابيدي وإخراج ضيف الحارثي، وإنتاج السعودية الأولى 2015، تدور أحداثه في الحلقات الأولى في زمن أواخر الثمانينات ثم تبدأ الفترة الحالية وتكون حصاد لما مضى.

## طاقم الممثلين
شارك به عدد من نجوم الدراما الخليجية:
| الممثل            | الدور         |
| ----------------- | ------------- |
| زهرة عرفات        | مشاعل         |
| حسين المنصور      | عبد الله      |
| خالد البريكي      | جابر          |
| هدى صلاح          | ليلى          |
| عبدالعزيز السكرين | سالم          |
| آلاء شاكر         | زوجة جابر     |
| مرزوق الغامدي     | الشيخ مفلح    |
| إبتسام عبد الله   | هند زوجة سالم |
| ماجد مطرب فواز    | راكان         |
| فيصل العمري       | فواز          |
| عبدالعزيز الشمري  | خلف           |
| العنود الحربي     |               |